# Aurelia Kotta

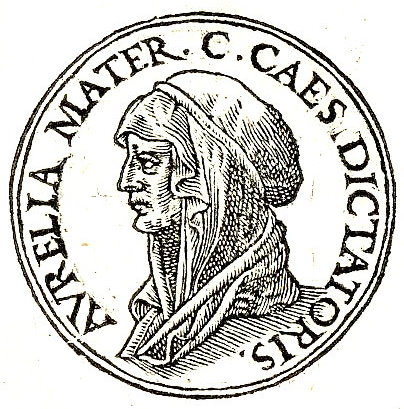
Aurelia Kotta

Aurelia Kotta (ur. 120 p.n.e., zm. 54 p.n.e.) – matka Juliusza Cezara. Córka konsula Lucjusza Aureliusza Kotty i Rutylii. Poślubiła pretora Gajusza Juliusza Cezara Starszego, z którym miała troje dzieci:
- Julia Starsza
- Julia Młodsza
- Gajusz Juliusz Cezar